# Дюпюи, Эли
Эли Дюпюи (фр. Elie Dupuis; род. 8 сентября 1994, Репантиньи) — канадский актёр, автор и исполнитель песен, композитор. Наиболее известен исполнением одной из главных ролей в кинодраме «Мама сейчас в парикмахерской» (2008) режиссёра Леа Пул.

## Биография
Эли Дюпюи родился и живёт в Репантиньи, пригороде Монреаля, Квебек, Канада. Играть на фортепиано он начал в 2004 году в возрасте десяти лет. Спустя 3 года, в феврале 2007 года, Эли Дюпюи отправил самостоятельно записанное демо, содержащее попурри песен, в телевизионную программу La Fureur («Фурор») франкоязычной канадской телевизионной сети Радио-Канада, после чего был приглашен туда петь вживую.
Услышав его выступление, кинорежиссёр Леа Пул предложила Эли одну из главных ролей в своем фильме Мама сейчас в парикмахерской («Maman est chez le coiffeur»). Фильм показывался в кинотеатрах по всему Квебеку. Кроме исполнения роли, Эли также записал две песни для саундтрека к этому фильму: «Bang Bang» и «The Great Escape», которые впоследствии транслировались на радио в Квебеке.
К нему также обратился телеканал TFO, предложив ему участие в тринадцати сериях учебной телевизионной программы под названием «Cinémission» («Киномиссия»).
В 2007-м году Эли был приглашён принять участие в телемарафоне Téléthon Opération Enfant-Soleil (Телемарафон: Операция «Дети Солнца»), где он встретился с певицей Анни Вильнёв. Они выступили дуэтом в телевизионной программе «Анни Вильнёв Акустик».
Также Эли участвовал в выступлениях в театре Hector-Charland, одно из которых было по сбору средств для «Fondation des Auberges du Cœur», организации, участвующей в предоставлении приюта бездомной молодежи.
Как сообщалось в январе 2011 года, Эли начал работу над своим дебютным альбомом совместно с Марком Лангисом, басистом Селин Дион.
В июне 2011 года Эли окончил Collège de l’Assomption.
В 2012 году Эли выступил на тридцатилетии творческой карьеры квебекского певца Марио Пельша, назвавшего Дюпюи «настоящим откровением».
Также в 2012 Эли выступил на первом полностью своём шоу в Монреальском Дворце искусств. Он дебютировал с двумя собственными композициями, наряду с несколькими поп-интерпретациями, в сопровождении двух других музыкантов и с участием трех приглашенных исполнителей.
Свою первую телевизионную роль Эли сыграл в сериале «Le Club Des Doigts croisés» для телевизионной сети Радио-Канада.